# Karekare (Neuseeland)

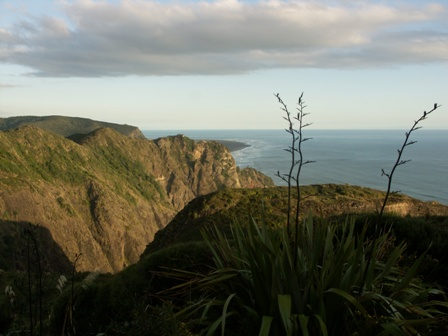
Blick von Norden auf Karekare

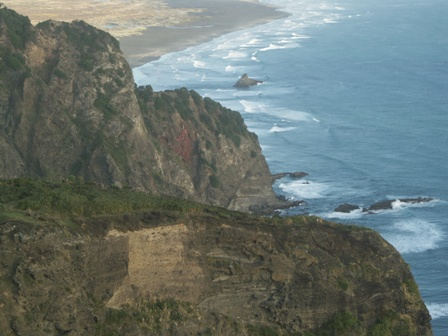
Blick von Norden auf Karekare (verborgen hinter Te Ahua Point)

Karekare ist eine kleine Küstensiedlung im Stadtgebiet des Auckland Council auf der Nordinsel von Neuseeland. Bis Oktober 2010 gehörte die Siedlung zur seinerzeit eigenständigen Stadt Waitakere City, die ab November 2010 dem Auckland Council zugeordnet wurde und sich seitdem Waitakere Ward nennt.

## Geographie
Die Siedlung befindet sich rund 30 km südwestlich des Stadtzentrums von Auckland und 3,5 km südlich des Strandes von Piha. Östlich der Siedlung ergeben sich die Waitākere Ranges. Zugang zu der Siedlung erhält man über eine schmale Straße, die vom Stadtteil Glen Eden aus über die Siedlung Waiatarua durch die Waitakere Ranges zu Karekare führt.

## Geschichte
Die Siedlung wurde 1993 von Crowded House auf ihren Album Together Alone besungen, das zu großen Teilen hier aufgenommen wurde. Der Film „Das Piano“ zeigt Aufnahmen vom Strand von Karekare und Piha.

## Tourismus
Karekare ist im Sommer ein beliebter Ausflugsort für die Einwohner von den Stadtzentren von Auckland. Trotzdem hat die Siedlung viel von ihrer natürlichen Schönheit und ihrer Abgeschiedenheit erhalten können. Karekare wird nicht so stark frequentiert wie Piha.
Die Unterströmungen am Küstenabschnitt der Siedlung sind unvorhersehbar und können sich ohne Anzeichen ändern. Trotz des Service von Rettungsschwimmern gab es in der Vergangenheit immer wieder Todesopfer durch Ertrinken. Angler, die die Brandung an den Felsen unterschätzen, können von den Felsen gespült werden.